# Terzin
Terzin (italienska terza rima) är en episk versform som utformades av den senmedeltide, florentinske diktaren Dante Alighieri vid författandet av Den gudomliga komedin. Rytmen är jambisk pentameter. På italienska brukar detta innebära en elvastavig vers, liksom på svenska, medan en tiostavig vers är vanlig på såväl engelska som tyska. 
Varje strof har tre rader och rimschemat är aba-bcb-cdc-ded-. Den första raden rimmar med den tredje och den andra raden kopplas samman med den första raden i följande strof och denna rad rimmar i sin tur med strofens tredje rad. På så vis flätas stroferna ihop sången igenom. Det förekommer aldrig mer än tre rim, vilket gett namn åt diktformen på originalspråket. Sången som helhet avslutas alltid med en ensam första rad som kunde bilda början på en ny strof.
Geoffrey Chaucer införde terzinen i engelsk litteratur på 1300-talet i dikten Complaint to His Lady. Den har senare använts av bland andra Percy Bysshe Shelley i hans Ode to the West Wind och av Johann Wolfgang von Goethe i dikten Im ernsten Beinhaus war's. På svenska prövade Hjalmar Gullberg versmåttet i sin sena diktsamling Terziner i okonstens tid (1958).

## Inledningsraderna till Dantes komedi
Nel mezzo del cammin di nostra vita (a)
mi ritrovai per una selva oscura (b)
ché la diritta via era smarrita. (a)
Ahi quanto a dir qual era è cosa dura (b)
esta selva selvaggia e aspra e forte (c)
che nel pensier rinova la paura! (b)
Tant'è amara che poco è più morte; (c)
ma per trattar del ben ch'i' vi trovai, (d)
dirò de l'altre cose ch'i' v'ho scorte. (c)
Io non so ben ridir com'i' v'intrai, (d)
tant'era pien di sonno a quel punto (e)
che la verace via abbandonai. (d)